# Nowyj Kondurowskij
Nowyj Kondurowskij (ros. Новый Кондуровский) – osiedle w Rosji, w obwodzie czelabińskim, w rejonie kizilskim. W 2021 liczyło 184 mieszkańców.